# شانه‌موش جنوبی
شانه‌موش جنوبی (نام علمی: Ctenomys australis) نام یک گونه از سرده شانه‌موش است.